# Humberto Guillem
Humberto Manabí Guillem Murillo (Portoviejo, 11 de agosto de 1942) es un médico y político ecuatoriano.

## Biografía
Nació en Portoviejo, provincia de Manabí, el 11 de agosto de 1942. Realizó sus estudios secundarios en el Colegio Nacional Olmedo y los superiores en la Universidad de Guayaquil, donde obtuvo el título de médico cirujano.
Inició su vida pública como ministro de salud pública durante el gobierno del presidente Jaime Roldós Aguilera, cargo que ocupó del 10 de diciembre de 1979 al 15 de mayo de 1981.
En las elecciones legislativas de 1984 fue elegido diputado nacional en representación de la provincia de Manabí por el partido Frente Radical Alfarista. En 1994 volvió a ser electo diputado en representación de Manabí, esta vez por el Partido Unidad Republicana, del presidente Sixto Durán Ballén.
En las elecciones seccionales de 1996 fue elegido prefecto provincial de Manabí por el Partido Roldosista Ecuatoriano. En las elecciones de 2000 fue reelecto al cargo. Su administración en la prefectura estuvo centrada en las áreas de educación y vialidad, construyendo más de 150 kilómetros de caminos a lo largo de la provincia.
Para las elecciones seccionales de 2004 intentó conservar su puesto de prefecto, pero fue derrotado por el ingeniero Mariano Zambrano, candidato del Partido Social Cristiano.
En 2007 fue elegido por el Partido Sociedad Patriótica como uno de los representantes de Manabí en la Asamblea Constituyente del mismo año.
En las elecciones seccionales de 2009 fue elegido alcalde de Portoviejo por el Partido Sociedad Patriótica. Al momento de dejar la alcaldía anunció su retiro de la vida política.
A principios de 2016 dio a conocer su adhesión al movimiento Centro Democrático Nacional como coordinador provincial de Manabí, aunque descartó presentarse como candidato en futuras elecciones.